# CF Atlante
A Club de Fútbol Atlante egy mexikói labdarúgócsapat, mely 2014 tavaszán kiesett az első osztályú bajnokságból. Története során legtöbb ideig Mexikóváros volt az otthona, de a 21. század elején mintegy 13 évig Cancúnban játszott. A klub háromszoros bajnok és háromszoros kupagyőztes, a CONCACAF-bajnokok ligája sorozatot pedig két alkalommal nyerte meg.

## Története
A Club Atlante alapításának pontos ideje nem ismert. Bár 1969-ben az 50 éves évfordulóját ünnepelték, mivel az idő tájt az 1919-es alapítási évet szerették volna rögzíteni, ma mégis legtöbben 1916-ra vagy 1917-re teszik a csapat létrejöttét. Egy biztos: az Atlantét mexikóvárosi fiatalok alapították (köztük Refugio Martínez, becenevén El Vaquero, aki a város egyik szegénynegyedében élt). A csapatnak eredetileg a Sinaloa nevet adták, mivel a hely, ahol találkozni szoktak, a Sinaloa és a Valladolid utcák sarka volt. Azóta a klub több névváltoztatáson esett át, mire megkapta mai, végleges nevét: először Lusitaniára keresztelték át az első világháborúban elsüllyesztett Lusitania hajó emlékére, utána nemsokára U–53-nak kezdték nevezni egy német tengeralattjáró után. Egy legenda szerint Martínez, a Vaquero („Tehenész”) egy tehénért kapott pénzből vásárolta az első, már akkor is piros–kék mezeket csapattársai számára.
A „kiscsapat” U–53 hamar nagy önbizalmat szerzett és megpróbált kihívni egy-egy csatára klubokat a Liga Mayorból. Az España el is fogadta a kihívást és meglepetésre 2–1-es vereséget szenvedett az U–53-tól. Ez volt a csapat első „igazi” sikere. Hamarosan befektetők is érkeztek a csapathoz, mely ezáltal egyre professzionálisabbá vált, 1920-ban már elnököt is neveztek ki élére (José Inés de la Mora személyében). Ez idő tájt született meg némi vitatkozás után a végleges Atlante név. Igaz, több évig nem csatlakozhattak egyetlen helyi szövetséghez sem, főként anyagi okok miatt: csak 1927-ben sikerült a frissen alakult Federación Mexicana tagjává válniuk, így elkezdhették szereplésüket az amatőr bajnokságban. Első meccsükön a Necaxa ellen léptek pályára, döntetlen eredmény született. A következő években ez a két csapat számos kiélezett csatát vívott egymással (többek között az 1932-es amatőr torna bajnoki címéről is a két csapat párharca döntött: ebből az Atlante került ki győztesen). 1933-ban, bár addig az Atlante jóval sikeresebb volt a Necaxával vívott párharcokban, mégis előfordult, hogy a Necaxa 9–0-ra verte őket, és innentől kezdve a Necaxa javára billent a mérleg. Ezekből az évekből ered az Atlante és a Necaxa évtizedekig tartó rivalizálása.
Az Atlante néhány nemzetközi sikert is aratott ez idő tájt, például 1930-ban kétszer is legyőzték az argentin válogatott játékosokkal teli Sportivo Buenos Aires csapatát is. 1941-ben második amatőr bajnoki címüket is megszerezték, 1942-ben pedig első kupagyőzelmüket.
1943-tól, a professzionális bajnokság indulásától kezdve az Atlante is ott szerepelt. Bár 1946-ban még csak a második helyet tudták megszerezni, 1947-ben a Leónt egyetlen ponttal megelőzve megnyerték a bajnokságot. Ezt viszont igen sokáig nem tudták megismételni, sőt, két alkalommal még a másodosztályba is visszacsúsztak, igaz, mindannyiszor hamar feljutottak ismét. 1982-ben a második helyig meneteltek (a Tigres győzte le őket a döntőben), viszont ez az eredmény azt jelentette, hogy kijutottak a következő évi CONCACAF-bajnokok kupájára. Ezt a nemzetközi sorozatot meg is nyerték.
1990-ben ismét kiestek a másodosztályba (számos tulajdonosváltás után és anyagi gondok közepette), de amint lehetett, azonnal visszajutottak a legmagasabb szintre, sőt, 1993-ban már második bajnoki címüket is megszerezték. Ezután ismét gyengébb időszak következett, a kiesést is csak szerencsével tudták elkerülni (pont akkor bővítették az első osztályú csapatok számát). Mivel a többi mexikóvárosi „nagy” csapat „elszívta” a szurkolókat az Atlante elől, így az ő meccsikre viszonylag kevesen látogattak ki. Emiatt döntött úgy a vezetés 2007-ben, hogy elköltöznek a fővárosból egy olyan helyre, ahol önállóbb arculatot és önálló szurkolótábort tudnak kiépíteni a jövőben: a választás az ország legkeletibb városára, Cancúnra esett, mivel itt még nem működött sikeres csapat, és a város igen gyorsan fejlődik. Ebben az évben meg is nyerték az Apertura bajnokságot, azóta viszont még a döntőbe sem jutottak be soha, sőt, 2014 tavaszán búcsúztak az első osztálytól is.
2020 májusában és júniusában a mexikói labdarúgásban nagy változások zajlottak. Ennek része volt az is, hogy az Atlante visszaköltözött Mexikóvárosba: hazai meccseit azóta az Estadio Azulban játssza. Cancún sem maradt azonban labdarúgás nélkül: az Atlante helyét a megszűnő Cafetaleros de Chiapas helyét átvevő Cancún FC foglalta el.

## Bajnoki eredményei
A csapat első osztályú szereplése során az alábbi eredményeket érte el:

### A régi rendszerben
| Év        | Helyezés |
| --------- | -------- |
| 1943–1944 | 4. hely  |
| 1944–1945 | 7. hely  |
| 1945–1946 | 2. hely  |
| 1946–1947 | Bajnok   |
| 1947–1948 | 14. hely |
| 1948–1949 | 14. hely |
| 1949–1950 | 2. hely  |
| 1950–1951 | 2. hely  |
| 1951–1952 | 5. hely  |
| 1952–1953 | 8. hely  |
| 1953–1954 | 11. hely |
| 1954–1955 | 11. hely |
| 1955–1956 | 3. hely  |
| 1956–1957 | 4. hely  |
| 1957–1958 | 6. hely  |
| 1958–1959 | 12. hely |
| 1959–1960 | 11. hely |
| 1960–1961 | 10. hely |
| 1961–1962 | 9. hely  |
| 1962–1963 | 10. hely |
| 1963–1964 | 13. hely |
| 1964–1965 | 5. hely  |
| 1965–1966 | 5. hely  |
| 1966–1967 | 12. hely |
| 1967–1968 | 8. hely  |
| 1968–1969 | 8. hely  |
| 1969–1970 | 10. hely |

### A rájátszásos rendszerben
| Év                | Alapszakasz-helyezés | Eredmény a rájátszásban |
| ----------------- | -------------------- | ----------------------- |
| México 1970       | 14. hely             | 12. hely                |
| 1970–1971         | 9. hely              |                         |
| 1971–1972         | 8. hely              |                         |
| 1972–1973         | 10. hely             |                         |
| 1973–1974         | 15. hely             |                         |
| 1974–1975         | 18. hely             |                         |
| 1975–1976         | 19. hely             |                         |
| 1977–1978         | 15. hely             |                         |
| 1978–1979         | 16. hely             |                         |
| 1979–1980         | 3. hely              | Negyeddöntős            |
| 1980–1981         | 7. hely              |                         |
| 1981–1982         | 1. hely              | 2. hely                 |
| 1982–1983         | 2. hely              | Negyeddöntős            |
| 1983–1984         | 3. hely              | Negyeddöntős            |
| 1984–1985         | 6. hely              |                         |
| Prode 1985        | 3. hely              | Elődöntős               |
| México 1986       | 8. hely              | Negyeddöntős            |
| 1986–1987         | 16. hely             |                         |
| 1987–1988         | 7. hely              |                         |
| 1988–1989         | 2. hely              | Negyeddöntős            |
| 1989–1990         | 20. hely             |                         |
| 1991–1992         | 1. hely              | Negyeddöntős            |
| 1992–1993         | 10. hely             | Bajnok                  |
| 1993–1994         | 7. hely              | Negyeddöntős            |
| 1994–1995         | 10. hely             |                         |
| 1995–1996         | 17. hely             |                         |
| 1996 tél          | 1. hely              | Negyeddöntős            |
| 1997 nyár         | 5. hely              | Negyeddöntős            |
| 1997 tél          | 3. hely              | Elődöntős               |
| 1998 nyár         | 9. hely              | Negyeddöntős            |
| 1998 tél          | 12. hely             |                         |
| 1999 nyár         | 14. hely             |                         |
| 1999 tél          | 17. hely             |                         |
| 2000 nyár         | 18. hely             |                         |
| 2000 tél          | 15. hely             |                         |
| 2001 nyár         | 8. hely              |                         |
| 2001 tél          | 6. hely              |                         |
| 2002 nyár         | 14. hely             |                         |
| 2002 Apertura     | 10. hely             |                         |
| 2003 Clausura     | 2. hely              | Negyeddöntős            |
| 2003 Apertura     | 5. hely              | Elődöntős               |
| 2004 Clausura     | 6. hely              | Negyeddöntős            |
| 2004 Apertura     | 7. hely              | Elődöntős               |
| 2005 Clausura     | 13. hely             |                         |
| 2005 Apertura     | 17. hely             |                         |
| 2006 Clausura     | 4. hely              | Negyeddöntős            |
| 2006 Apertura     | 11. hely             |                         |
| 2007 Clausura     | 11. hely             |                         |
| 2007 Apertura     | 3. hely              | Bajnok                  |
| 2008 Clausura     | 15. hely             |                         |
| 2008 Apertura     | 3. hely              | Elődöntős               |
| 2009 Clausura     | 14. hely             |                         |
| 2009 Apertura     | 9. hely              |                         |
| 2010 Bicentenario | 16. hely             |                         |
| 2010 Apertura     | 16. hely             |                         |
| 2011 Clausura     | 4. hely              | Negyeddöntős            |
| 2011 Apertura     | 14. hely             |                         |
| 2012 Clausura     | 14. hely             |                         |
| 2012 Apertura     | 14. hely             |                         |
| 2013 Clausura     | 18. hely             |                         |
| 2013 Apertura     | 17. hely             |                         |
| 2014 Clausura     | 17. hely             |                         |

## Stadion
Az Atlante 2007-ig, amíg még nem Cancún volt az otthona, több fővárosi stadionban is szerepelt: az Estadio Azulban, az Estadio Olímpico Universitarióban és az Estadio Aztecában is, néhány szezont pedig México államban és Santiago de Querétaróban is eltöltött, Cancúnba való költözése után viszont az Estadio Olímpico Andrés Quintana Roo lett a hazai pályája. Ez a stadion azonban a költözés idején még nagyon kicsit volt, így még abban az évben mintegy 20 000 fő befogadóképességűre bővítették. Az állam tulajdonában álló épület pályája 105 m × 68 m-es, borítása természetes gyep.